# Rotslawine
Een rotslawine of steenlawine is een vorm van een aardverschuiving waarbij een grote lading steen, bodem en ijs van een (meestal steile) berghelling losraakt en naar beneden komt zetten. Rotslawines ontstaan vaak als gevolg van aardbevingen, vulkaanuitbarstingen of een snelle daling van de temperatuur wanneer de helling instabiel is of -naargelang de oorzaak- wordt. Steenlawines kunnen naargelang de omgeving tot op enkele kilometers van de helling belanden. Wanneer een steenlawine in aanraking met veel water komt, dan kan ze veranderen in een modderlawine (lahar bij vulkanisme) of puinstroom die het meegevoerde materiaal soms tot op enkele tientallen kilometers ver kan afzetten.
Bij een vulkaanuitbarsting wordt vaak gesproken van een puinlawine. Er bestaan "hete" en "koude" puinlawines. De eerste ontstaat als gevolg van vulkanische activiteit, zoals een vulkanische aardbeving of door ondermijning doordat magma in aanraking met de helling komt, zodat de helling instabiel wordt; de tweede ontstaat meestal zonder directe oorzaak, wanneer een helling instabiel wordt over de loop van de tijd. Uit geologisch onderzoek is gebleken dat de snelheid van een puinlawine toeneemt met de omvang. Dit als gevolg van de energie die met de puinlawine meekomt. Er zijn grote puinlawines bekend die rotsblokken tot meer dan 3 kilometer breed meevoerden tot enkele kilometers van de bron, waarbij snelheden tot bijna 300 kilometer per uur werden gehaald.